# Monopteryx inpae
Monopteryx inpae là một loài thực vật có hoa trong họ Đậu. Loài này được W.A.Rodrigues miêu tả khoa học đầu tiên.